# واسیل میتکوف
واسیل میتکوف (بلغاری: Bacил Стоянов Mиткoв؛ ۱۷ سپتامبر ۱۹۴۳ – ۱۷ مارس ۲۰۰۲) بازیکن فوتبال اهل بلغارستان بود.
از باشگاه‌هایی که در آن بازی کرده‌است می‌توان به باشگاه فوتبال لفسکی صوفیه اشاره کرد.
وی همچنین در تیم ملی فوتبال بلغارستان بازی کرده‌است.